# Cachan
Cachan – miejscowość i gmina we Francji, w regionie Île-de-France, w departamencie Dolina Marny.
Według danych na rok 1990 gminę zamieszkiwało 24 266 osób, a gęstość zaludnienia wynosiła 8856 osób/km² (wśród 1287 gmin regionu Île-de-France Cachan plasuje się na 115. miejscu pod względem liczby ludności, natomiast pod względem powierzchni na miejscu 831.).

Położenie Cachan w ramach aglomeracji paryskiej

W Cachan znajduje się École normale supérieure - wyższa szkoła o dużej renomie (dawniej znana jako École normale supérieure de l'enseignement technique).